# Îlot de Cenouras
L'îlot de Censuras (en portugais : Ilhéu das Cenouras ou Îlot des Carottes) est un îlot situé dans la municipalité de Porto Santo, à Madère, au Portugal.